# Pelophryne api
Pelophryne api é uma espécie de sapo da família Bufonidae. Ele é endêmico na Malásia e, possivelmente em Brunei. Seu habitat natural são as florestas úmidas das terras baixas e de montanhas, em áreas tropicais e subtropicais, e marismas intermitentes de água doce. Está ameaçado pela perda do seu habitat.